# Transports régionaux neuchâtelois

Logo des TRN.

Les Transports Régionaux Neuchâtelois (TRN) étaient une entreprise ferroviaire suisse, constituée en 1999 par la fusion de la compagnie des Chemins de fer des Montagnes Neuchâteloises (CMN), du Chemin de fer Régional du Val-de-Travers (RVT) et des Transports du Val-de-Ruz (VR). 
En 2005, elle reprend la compagnie Autobus Le Locle (ALL) et la Compagnie des Transports en commun de La Chaux-de-Fonds (TC).
Le 27 juin 2012, les TRN ont fusionné avec les Transports publics du littoral neuchâtelois (TN) pour devenir les Transports publics neuchâtelois (abrégé TransN), avec un effet rétroactif au 1er janvier 2012.

## Historique
- Le 2 juillet 1857, la première ligne de chemin de fer de la chaîne du Jura suisse entre La Chaux-de-Fonds et Le Locle est mise en service par la compagnie du Jura industriel, société qui déposa son bilan le 24 décembre 1860.

La ligne Neuchâtel - La Chaux-de-Fonds est ouverte à l’exploitation le 15 juillet 1860.
- Le 26 juillet 1889, la ligne à voie métrique de 16.2 km entre les Ponts-de-Martel , La Sagne et La Chaux-de-Fonds (PSC) est inaugurée.

Le 1er septembre 1890, a lieu la mise en service du chemin de fer  Régional des Brenets (RdB), lui aussi à voie métrique. Le 1er janvier 1947, les deux compagnies PSC et RdB, s'unissent pour créer la compagnie des Chemins de fer des Montagnes Neuchâteloises (CMN). Le réseau sera électrifié en 1950. 
- Après la création en 1881 de La Compagnie de Chemin de fer régional du Val-de-Travers (RVT), l'inauguration de la ligne Travers - Saint-Sulpice a lieu le 24 septembre 1883 puis cette ligne est électrifiée le 4 mai 1944. Le tronçon de Fleurier à Buttes est ouvert le 11 septembre 1886. Le 2 juin 1973, le service voyageur est abandonné sur la section Fleurier - Saint-Sulpice[3].

- L'ouverture à l'exploitation du tramway électrique VR sur l'axe Les Hauts-Geneveys - Cernier - Villiers a lieu en 1903. En 1920, la compagnie exploite une ligne de bus entre Valangin et Cernier, (Val-de-Ruz). En 1948, la ligne du tramway est remplacée par une ligne de trolleybus.

- À partir du 1er juin 2009, les Transports régionaux neuchâtelois (TRN) forment une communauté tarifaire dans le canton de Neuchâtel avec cinq autres entreprises de transports publics, Transports publics du littoral neuchâtelois (TN) CarPostal, les CFF, les Chemins de fer du Jura (CJ) et le BLS[4].